# Morituri te salutant
Morituri te salutant! (alternativ: ”Ave Caesar, morituri te salutant!”, ”Ave Caesar! Nos Morituri te Salutamus!”) “(Vær hilset Cæsar,) de der skal dø, hilser dig.”
Ifølge populærkulturen det udråb gladiatorerne kom med når de passerede kejserens plads på vej til arenaen med gladiatorkampe i Rom. 
Det er dog stærkt tvivlsomt om der var tale om et fast ritual. Citatet forekommer kun hos Suetonius (Vitae Caesarum, Claudius, kap. 21), som beskriver en scene hvor et antal dødsdømte fanger er blevet beordret til at kæmpe i arenaen. I stedet gik fangerne frem til kejserens højsæde:
”Da de dødsdømte råbte: ”Vær hilset Cæsar, de der skal dø, hilser dig!” svarede kejser Claudius: ”Eller ikke””
Dette valgte fangerne at fortolke som en benådning, og de kæmpede uden at gøre skade på hinanden, indtil de blev tvunget til dræbe hinanden. Tilsyneladende havde de dog i et vist omfang vakt Claudius' velvilje, og episoden endte formentlig ganske usædvanligt med en massebenådning af de overlevende.

## I andre sammenhænge
Morituri te salutant indgår som sidste linje af titelmelodien på lokumslatin til Lars Von Triers' Riget.